# San Ignacio (kommun i Chile)
San Ignacio är en kommun i Chile.   Den ligger i provinsen Diguillín och regionen Ñuble, i den södra delen av landet, 400 km söder om huvudstaden Santiago de Chile.
Trakten runt San Ignacio består till största delen av jordbruksmark. Runt San Ignacio är det glesbefolkat, med 19 invånare per kvadratkilometer.